# Coriocella hibyae
Coriocella hibyae is een slakkensoort uit de familie van de Velutinidae. De wetenschappelijke naam van de soort werd in 1991 voor het eerst geldig gepubliceerd door Wellens.

## Beschrijving
Hoewel Coriocella hibyae een schelp heeft, ligt deze verborgen in plooien van de mantel. Over het algemeen lijkt het schepsel meer op een zeeslak dan op een huisjesslak, maar in situ lijkt zijn uiterlijk op dat van een spons, wat het moeilijk maakt om onderwater te spotten.
Deze soort kan een maximale lengte bereiken van 10 cm. Er zijn vijf cijferachtige uitsteeksels aan de dorsale zijde. De lichaamskleur varieert van leiblauw tot donkerbruin, met enkele kleine ronde zwarte vlekken die deel uitmaken van wat het op een spons doet lijken. In de vlezige mantel is een fragiele oorvormige schelp verborgen. 

## Verspreiding
Coriocella hibyae is bekend van de Maldiven, in de Indische Oceaan. Het verspreidingsgebied kan zelfs groter zijn, maar er is nog weinig bekend over deze soort.